# 马来冠眼斑雉
马来冠眼斑雉（学名：Rheinardia nigrescens），是鸡形目雉科的一种鸟类。
马来冠眼斑雉体重约1500克，翼长约335.6毫米，嘴峰长约40.1毫米，喙宽度约8.7毫米，喙厚度约11.3毫米，跗蹠长约84.7毫米，尾长约812.8毫米。马来冠眼斑雉在其分布区内为留鸟，其栖息在密集的高大树木组成的森林中，食性为杂食性。
马来冠眼斑雉分布于马来半岛中部。该物种是单型物种，没有亚种分化。